# Escuela Universitaria de Ingenierías Agrarias de Soria
La Escuela de Ingenierías de la Industria Forestal, Agronómica y de la Bioenergía de la Universidad de Valladolid es un centro docente situado en Soria donde se imparten los estudios de Grado y máster de la rama de conocimiento de Ingeniería y Arquitectura. Se encuentra dentro del Campus Duques de Soria.

## Historia
La Escuela Universitaria de Ingenierías Agrarias se creó en 1990 con el título de Ingeniero Técnico Agrícola y la especialidad en Explotaciones agropecuarias, y en 1995 se implantó la especialidad de Explotaciones forestales. Los estudios de Agrícolas que vieron nacer a la escuela universitaria se suprimieron en 2013 siendo sustituidos por Ingeniería Agraria y Energética.

## Titulaciones

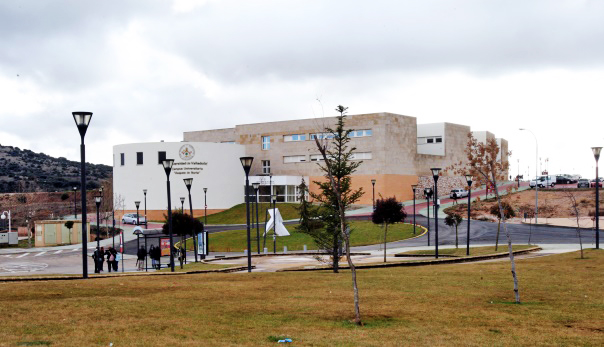
Campus Duques de Soria

- Grado en Ingeniería Agraria y Energética
- Grado en Ingeniería Forestal: Industrias Forestales
- Máster en Ingeniería de la Bioenergía y Sostenibilidad Energética